# マラヤ及びイギリス領ボルネオ・ドル
マラヤ及びイギリス領ボルネオ・ドルは、マラヤ連邦、シンガポール、サラワク、イギリス領ボルネオ、ブルネイで1953年から1967年まで使われていた通貨。マラヤ及びイギリス領ボルネオ金融庁（1952年より前はマラヤ金融庁）によって発行されていた。

## 硬貨
硬貨は1 (1953年から1961年の間は四角い硬貨、1962年以降は丸い硬貨), 5, 10, 20, 50セント。

## 紙幣

### 1953シリーズ
| 1953シリーズ | 1953シリーズ | 1953シリーズ | 1953シリーズ    | 1953シリーズ  | 1953シリーズ                                                 | 1953シリーズ  |
| 画像         | 画像         | 価値         | 色              | 説明          | 説明                                                         | 発行年月日    |
| 表           | 裏           | 価値         | 色              | 表            | 裏                                                           | 発行年月日    |
| ------------ | ------------ | ------------ | --------------- | ------------- | ------------------------------------------------------------ | ------------- |
| $1           | $1           | $1           | 青/ピンク       | エリザベス2世 | マラヤ連邦の州旗とシンガポール、サバ、サラワク、ブルネイの旗 | 1953年3月21日 |
| $5           | $5           | $5           | 緑/黄           | エリザベス2世 | マラヤ連邦の州旗とシンガポール、サバ、サラワク、ブルネイの旗 | 1953年3月21日 |
| $10          | $10          | $10          | 赤/緑           | エリザベス2世 | マラヤ連邦の州旗とシンガポール、サバ、サラワク、ブルネイの旗 | 1953年3月21日 |
| $50          | $50          | $50          | 青/緑           | エリザベス2世 | マラヤ連邦の州旗とシンガポール、サバ、サラワク、ブルネイの旗 | 1953年3月21日 |
| $100         | $100         | $100         | 紫/ピンク       | エリザベス2世 | マラヤ連邦の州旗とシンガポール、サバ、サラワク、ブルネイの旗 | 1953年3月21日 |
| $1000        | $1000        | $1000        | 紫/黄           | エリザベス2世 | マラヤ連邦の州旗とシンガポール、サバ、サラワク、ブルネイの旗 | 1953年3月21日 |
| $10000       | $10000       | $10000       | 緑/カラフルな色 | エリザベス2世 | マラヤ連邦の州旗とシンガポール、サバ、サラワク、ブルネイの旗 | 1953年3月21日 |

### 1959シリーズ
| 1959シリーズ | 1959シリーズ | 1959シリーズ | 1959シリーズ | 1959シリーズ               | 1959シリーズ                                                                             | 1959シリーズ |
| 画像         | 画像         | 価値         | 色           | 説明                       | 説明                                                                                     | 発行年月日   |
| 表           | 裏           | 価値         | 色           | 表                         | 裏                                                                                       | 発行年月日   |
| ------------ | ------------ | ------------ | ------------ | -------------------------- | ---------------------------------------------------------------------------------------- | ------------ |
| $1           | $1           | $1           | 青/緑        | セイルボート               | マラヤ連邦の州旗とシンガポール、サバ、サラワク、ブルネイの旗; 漁師が海から帰ってきた風景 | 1959年3月1日 |
| $10          | $10          | $10          | 赤/灰        | 牛を使い畑を耕している農家 | マラヤ連邦の州旗とシンガポール、サバ、サラワク、ブルネイの旗                             | 1961年3月1日 |

| 先代 サラワク・ドル 比率：等価もしくは8.57ドル = 1スターリング・ポンド             | サラワクの通貨 1953 – 1963             | マレーシアの通貨 1963 – 1967 | マレーシアの通貨 1963 – 1967 | 次代 マレーシア・リンギット 地域：マレーシア 比率：等価もしくは8.57リンギット = 1スターリング・ポンド                                            |
| 先代 イギリス領北ボルネオ・ドル 比率：等価もしくは8.57ドル = 1スターリング・ポンド | イギリス領北ボルネオの通貨 1953 – 1963 | マレーシアの通貨 1963 – 1967 | マレーシアの通貨 1963 – 1967 | 次代 マレーシア・リンギット 地域：マレーシア 比率：等価もしくは8.57リンギット = 1スターリング・ポンド                                            |
| 先代 マラヤ・ドル 比率：等価もしくは8.57ドル = 1スターリング・ポンド               | マラヤ連邦の通貨 1953 – 1963           | マレーシアの通貨 1963 – 1967 | マレーシアの通貨 1963 – 1967 | 次代 マレーシア・リンギット 地域：マレーシア 比率：等価もしくは8.57リンギット = 1スターリング・ポンド                                            |
| 先代 マラヤ・ドル 比率：等価もしくは8.57ドル = 1スターリング・ポンド               | シンガポールの通貨 1953 – 1963         | マレーシアの通貨 1963 – 1965 | シンガポールの通貨 1965 – 1967 | 次代 シンガポールドル 地域：シンガポール 比率：等価もしくは8.57ドル = 1スターリング・ポンド                                                      |
| 先代 マラヤ・ドル 比率：等価もしくは8.57ドル = 1スターリング・ポンド               | ブルネイの通貨 1953 – 1967             | ブルネイの通貨 1953 – 1967 | ブルネイの通貨 1953 – 1967 | 次代 ブルネイ・ドル 比率：等価もしくは8.57ドル = 1スターリング・ポンド                                                                           |
| 先代 マラヤ・ドル 比率：等価もしくは8.57ドル = 1スターリング・ポンド               | リアウの通貨 1953 – 1963               | 次代 リアウ・ルピア 地域：リアウ 理由：インドネシアの地域として独自の地域通貨に移行 比率：等価もしくは8.57リアウ・ルピア = 1スターリング・ポンド | 次代 リアウ・ルピア 地域：リアウ 理由：インドネシアの地域として独自の地域通貨に移行 比率：等価もしくは8.57リアウ・ルピア = 1スターリング・ポンド | 次代 リアウ・ルピア 地域：リアウ 理由：インドネシアの地域として独自の地域通貨に移行 比率：等価もしくは8.57リアウ・ルピア = 1スターリング・ポンド |